# Chicago Joe
Chicago Joe (Chicago Joe and the Showgirl) è un film del 1990 diretto da Bernard Rose e interpretato da Kiefer Sutherland e Emily Lloyd.
Il film è ispirato all'omicidio del tassista George Edward Heath, avvenuto nel Regno Unito nel 1944 per opera di Karl Hulten e Betty Jones e conosciuto come "the cleft chin murder" ("l'omicidio della fossetta sul mento", caratteristica della vittima).

## Trama
Londra, 1944. Dopo aver disertato il soldato americano Karl Hulten incontra Betty Jones, spogliarellista con una visione del mondo illusoria influenzata da Hollywood e dai film noir. Karl le fa credere di essere il gangster Chicago Joe e Betty diventa sua complice in piccoli reati, fino a che l'intreccio tra fantasia e realtà non li porta a commettere un omicidio.

## Distribuzione
Dopo l'anteprima del 16 maggio 1990 al Seattle International Film Festival, il film è stato distribuito nelle sale cinematografiche statunitensi a partire dal 27 luglio.

### Date di uscita
- USA (Chicago Joe and the Showgirl) - 27 luglio 1990
- Germania Ovest (Chicago Joe und das Showgirl) - 30 agosto 1990
- Giappone (ハマースミスの6日間) - 3 novembre 1990
- Francia (Chicago Joe et la showgirl) - 17 luglio 1991
- Spagna (El gángster y la corista) - 31 agosto 1995

## Accoglienza

### Incassi
Negli Stati Uniti il film ha incassato 85.395 dollari.

### Critica
Il critico Roger Ebert ha giudicato Chicago Joe «un film attraente che suggerisce le paure che si possono nascondere nella fantasia», sottolineando però che «non si accende mai abbastanza, non riesce mai a spingere le idee della sceneggiatura verso un'energia propria».
Sulla stessa linea è anche Hal Hinson del Washington Post, secondo il quale il film si rivela «una cupa variante di Gangster Story o La sanguinaria», anche se Bernard Rose e lo sceneggiatore David Yallop «sembrano aver tralasciato le basi psicologiche degli assassini e l'eccitazione che ricavano dai loro crimini».
Lietta Tornabuoni su La Stampa ha definito il film un fatto di cronaca dell'epoca «ricostruito con sapienza e pathos», mentre Gian Luigi Rondi ha scritto su Il Tempo: «Quello che un po' convince, nei suoi disagi e nelle sue ingenuità, è il personaggio del protagonista. Tutto il resto invece, anche linguisticamente, è grezzo in una cornice anni Quaranta approssimativa e superficiale, senza nessun elemento di verità nonostante l'autenticità dei casi che vi si ambientano».